# Épervier à queue tachetée
Tachyspiza trinotata
Espèce
Statut de conservation UICN

 LC  : Préoccupation mineure
Statut CITES
L'Épervier à queue tachetée (Tachyspiza trinotata) est une espèce d'oiseaux de la famille des Accipitridae.

## Répartition
Cet oiseau est endémique des Célèbes.